# Saison 2019-2020 de l'Inter Milan
Maillots
Chronologie
Saison précédente Saison suivante
La saison 2019-2020 est la 111e de l'Inter et la 104e saison consécutive dans l'élite du football italien. L'équipe évolue en Serie A, en Coppa Italia, en Ligue des Champions et en Ligue Europa.

## Avant saison
Le 26 mai 2019, l'Inter a battu Empoli FC 2-1 à San Siro lors du dernier tour de la saison 2018-2019 de Serie A, ce qui a confirmé la qualification pour la phase de groupes de la Ligue des Champions. Le 30 mai 2019, l'Inter a limogé Luciano Spalletti de son poste d'entraîneur-chef. Le 31 mai 2019, l'Inter a nommé Antonio Conte comme nouveau entraineur du club pour un contrat de trois ans.

## Joueurs

### Effectif
Au 9 fevrier 2020
| No                                             | Nom                     | Nat             | Poste (s)       | Date de naissance (âge)     | Début           | Fin du contrat  | Provenance de     | Nbr. de Matchs  | Buts            | Remarques       |
| Gardiens de but                                | Gardiens de but         | Gardiens de but | Gardiens de but | Gardiens de but             | Gardiens de but | Gardiens de but | Gardiens de but   | Gardiens de but | Gardiens de but | Gardiens de but |
| ---------------------------------------------- | ----------------------- | --------------- | --------------- | --------------------------- | --------------- | --------------- | ----------------- | --------------- | --------------- | --------------- |
| 1                                              | Samir Handanović        |                 | GB              | 14 juillet 1984 (35 ans)    | 2012            | 2021            | Udinese           | 278             | 0               | Capitaine       |
| 27                                             | Daniele Padelli HG      |                 | GB              | 25 octobre 1985 (34 ans)    | 2017            | 2020            | Torino            | 0               | 0               |                 |
| 46                                             | Tommaso Berni HG        |                 | GB              | 6 mars 1983 (36 ans)        | 2014            | 2020            | Torino            | 0               | 0               |                 |
| Défenseurs                                     |                         |                 |                 |                             |                 |                 |                   |                 |                 |                 |
| 2                                              | Diego Godín             |                 | DC              | 16 février 1986 (33 ans)    | 2019            | 2022            | Atletico Madrid   | 14              | 0               |                 |
| 6                                              | Stefan de Vrij          |                 | DC              | 5 février 1992 (27 ans)     | 2018            | 2023            | Lazio Rome        | 47              | 3               |                 |
| 13                                             | Andrea Ranocchia HG     |                 | DC              | 16 février 1988 (31 ans)    | 2011            | 2021            | Genoa             | 151             | 9               | Vice capitaine  |
| 15                                             | Ashley Young            |                 | DG / MG / DD    | 9 juillet 1985 (34 ans)     | 2020            | 2020            | Manchester United | 1               | 0               |                 |
| 18                                             | Kwadwo Asamoah          |                 | DG / MG / MC    | 9 décembre 1988 (31 ans)    | 2018            | 2021            | Juventus          | 40              | 0               |                 |
| 31                                             | Lorenzo Pirola U21      |                 | DC              | 20 février 2002 (17 ans)    | 2019            |                 | Secteur jeunesse  | 0               | 0               |                 |
| 33                                             | Danilo D'Ambrosio HG    |                 | DD / MD / DC    | 9 septembre 1988 (31 ans)   | 2014            | 2021            | Torino            | 161             | 10              |                 |
| 34                                             | Cristiano Biraghi CT    |                 | DG / MG         | 1er septembre 1992 (27 ans) | 2019            | 2020            | ACF Fiorentina    | 15              | 0               | Prêt            |
| 37                                             | Milan Škriniar          |                 | DC              | 11 février 1995 (24 ans)    | 2017            | 2023            | Sampdoria         | 93              | 4               |                 |
| 95                                             | Alessandro Bastoni U21  |                 | DC              | 13 avril 1999 (20 ans)      | 2017            | 2023            | Atalanta          | 12              | 1               |                 |
| Milieux de Terrain                             |                         |                 |                 |                             |                 |                 |                   |                 |                 |                 |
| 5                                              | Roberto Gagliardini HG  |                 | MC / MDC        | 8 avril 1994 (25 ans)       | 2017            | 2023            | Atalanta          | 78              | 9               |                 |
| 8                                              | Matías Vecino           |                 | MC / MDC        | 24 août 1991 (28 ans)       | 2017            | 2022            | ACF Fiorentina    | 73              | 7               |                 |
| 11                                             | Victor Moses            |                 | MD / AG / AD    | 12 décembre 1990 (29 ans)   | 2020            | 2020            | Chelsea           | 0               | 0               | Prêt            |
| 12                                             | Stefano Sensi HG        |                 | MDC / MC        | 5 août 1995 (24 ans)        | 2019            | 2020            | Sassuolo          | 12              | 3               | Prêt            |
| 20                                             | Borja Valero            |                 | MC / MOC / MDC  | 12 janvier 1985 (35 ans)    | 2017            | 2020            | ACF Fiorentina    | 72              | 3               |                 |
| 23                                             | Nicolò Barella HG       |                 | MC              | 7 février 1997 (22 ans)     | 2019            | 2020            | Cagliari          | 16              | 1               | Prêt            |
| 24                                             | Christian Eriksen       |                 | MOC / MC / MG   | 14 février 1992 (27 ans)    | 2020            | 2024            | Tottenham Hotspur | 0               | 0               |                 |
| 32                                             | Lucien Agoumé U21       |                 | MDC / MC        | 9 février 2002 (17 ans)     | 2019            | 2022            | Sochaux           | 1               | 0               |                 |
| 77                                             | Marcelo Brozović        |                 | MDC / MOC / MC  | 16 novembre 1992 (27 ans)   | 2015            | 2022            | Dinamo Zagreb     | 152             | 17              |                 |
| 87                                             | Antonio Candreva HG     |                 | MD / AD / MOC   | 28 février 1987 (32 ans)    | 2016            | 2021            | Lazio Rome        | 109             | 9               |                 |
| Attaquant                                      |                         |                 |                 |                             |                 |                 |                   |                 |                 |                 |
| 7                                              | Alexis Sánchez          |                 | AG / AD / BU    | 19 décembre 1988 (31 ans)   | 2019            | 2020            | Manchester United | 4               | 1               | Prêt            |
| 9                                              | Romelu Lukaku           |                 | BU              | 13 mai 1993 (26 ans)        | 2019            | 2024            | Manchester United | 21              | 14              |                 |
| 10                                             | Lautaro Martínez        |                 | BU              | 22 août 1997 (22 ans)       | 2018            | 2023            | Racing Club       | 47              | 17              |                 |
| 30                                             | Sebastiano Esposito U21 |                 | BU              | 2 juillet 2002 (17 ans)     | 2019            | 2022            | Secteur jeunesse  | 4               | 1               |                 |
| Joueurs transférés ou prêtés pendant la saison |                         |                 |                 |                             |                 |                 |                   |                 |                 |                 |
| 16                                             | Matteo Politano HG      |                 | AD / AG / BU    | 3 août 1993 (26 ans)        | 2019            | 2023            | Naples            | 47              | 5               | Prêt            |
| 19                                             | Valentino Lazaro        |                 | MD / DD / AD    | 24 mars 1996 (23 ans)       | 2019            | 2023            | Hertha BSC        | 6               | 0               | Prêt            |
| 21                                             | Federico Dimarco CT     |                 | DG / MG         | 10 novembre 1997 (22 ans)   | 2018            | 2023            | FC Sion           | 4               | 0               | Prêt            |

- Remarque : la Serie A impose un plafond à la première équipe de 25 joueurs, avec des exigences supplémentaires pour les joueurs locaux (marqués HG) et les joueurs entraînés par le club (marqués CT). Cependant, les règles de la ligue autorisent un nombre illimité de joueurs entraînés par un club de moins de 21 ans (marqués U21).

## Transfert

### Transferts estivaux
| Nom                      | Nationalité | Poste             | Transfert                                             | Provenance/Destination   | Division             |
| ------------------------ | ----------- | ----------------- | ----------------------------------------------------- | ------------------------ | -------------------- |
| Arrivées                 |             |                   |                                                       |                          |                      |
| Michele Di Gregorio      | Italie      | Gardien de but    | Retour de Prêt                                        | Novare Calcio            | Serie C              |
| Andrei Radu              | Roumanie    | Gardien de but    | Retour de Prêt                                        | Genoa CFC                | Serie A              |
| Marco Pissardo (en)      | Italie      | Gardien de but    | Retour de Prêt                                        | SS Monopoli              | Serie C              |
| Cristian Ansaldi         | Argentine   | Défenseur         | Retour de Prêt                                        | Torino FC                | Serie A              |
| Andrea Bandini (en)      | Italie      | Défenseur         | Retour de Prêt                                        | Rimini FC                | Serie C              |
| Alessandro Bastoni       | Italie      | Défenseur         | Retour de Prêt                                        | Parme Calcio             | Serie A              |
| Tommaso Brignoli (en)    | Italie      | Défenseur         | Retour de Prêt                                        | Rende Calcio             | Serie D              |
| Andrea Cagnano (en)      | Italie      | Défenseur         | Retour de Prêt                                        | US Pistoiese             | Serie C              |
| Federico Dimarco         | Italie      | Défenseur         | Retour de Prêt                                        | Parme Calcio             | Serie A              |
| Xian Emmers              | Belgique    | Défenseur         | Retour de Prêt                                        | US Cremonese             | Serie B              |
| Andrew Gravillon         | France      | Défenseur         | Retour de Prêt                                        | Delfino Pescara          | Serie B              |
| Manuel Lombardoni (en)   | Italie      | Défenseur         | Retour de Prêt                                        | Aurora Pro Patria        | Serie C              |
| Alessandro Mattioli (en) | Italie      | Défenseur         | Retour de Prêt                                        | FC Südtirol              | Serie C              |
| Marco Sala               | Italie      | Défenseur         | Retour de Prêt                                        | SS Arezzo                | Serie C              |
| Zinho Vanheusden         | Belgique    | Défenseur         | Retour de Prêt                                        | Standard de Liège        | Jupiler Pro League   |
| Rigoberto Rivas          | Honduras    | Milieu de terrain | Retour de Prêt                                        | Ternana Unicusano Calcio | Serie C              |
| Andrea Romanò (en)       | Italie      | Milieu de terrain | Retour de Prêt                                        | FC Südtirol              | Serie C              |
| Felice D'Amico (en)      | Italie      | Attaquant         | Retour de Prêt                                        | Chievo Verone            | Serie A              |
| Yann Karamoh             | France      | Attaquant         | Retour de Prêt                                        | Girondins de Bordeaux    | Ligue 1              |
| Samuele Longo            | Italie      | Attaquant         | Retour de Prêt                                        | US Cremonese             | Serie B              |
| Rey Manaj                | Albanie     | Attaquant         | Retour de Prêt                                        | Albacete Balompié        | LaLiga 2             |
| Andrea Pinamonti         | Italie      | Attaquant         | Retour de Prêt                                        | Frosinone Calcio         | Serie B              |
| Matteo Rover (en)        | Italie      | Attaquant         | Retour de Prêt                                        | Pordenone Calcio         | Serie B              |
| Vincenzo Tommasone (en)  | Italie      | Attaquant         | Retour de Prêt                                        | FC Rieti                 | Serie C              |
| George Pușcaș            | Roumanie    | Attaquant         | Retour de Prêt                                        | SSD Palermo              | Serie D              |
| Matteo Politano          | Italie      | Attaquant         | Transfert (option d'achat de 20M€)                    | US Sassuolo              | Serie A              |
| Eddie Salcedo            | Italie      | Attaquant         | Transfert (option d'achat de 8M€)                     | Genoa CFC                | Serie A              |
| Gabriel Brazão           | Brésil      | Gardien de but    | Transfert (6,5M€) (échange d'Andrea Adorante)         | Parme Calcio             | Serie A              |
| Diego Godín              | Uruguay     | Défenseur         | Gratuit                                               | Atlético de Madrid       | LaLiga Santander     |
| Valentino Lazaro         | Autriche    | Milieu de terrain | Transfert (22M€)                                      | Hertha BSC               | Bundesliga           |
| Lucien Agoumé            | France      | Milieu de terrain | Transfert (4,5M€)                                     | FC Sochaux               | Ligue 2              |
| Andrei Radu              | Roumanie    | Gardien de but    | Transfert (12M€)                                      | Genoa CFC                | Serie A              |
| Romelu Lukaku            | Belgique    | Attaquant         | Transfert (65M€) (+bonus de 10M€)                     | Manchester United        | Premier League       |
| Stefano Sensi            | Italie      | Milieu de terrain | Prêt (5M€) (+option d'achat de 22M€)                  | US Sassuolo              | Serie A              |
| Nicolò Barella           | Italie      | Milieu de terrain | Prêt (12M€) (+option d'achat obligatoire de 25M€)     | Cagliari Calcio          | Serie A              |
| Cristiano Biraghi        | Italie      | Défenseur         | Prêt (+option d'achat obligatoire de 12M€)            | ACF Fiorentina           | Serie A              |
| Alexis Sánchez           | Chili       | Attaquant         | Prêt                                                  | Manchester United        | Premier League       |
| Départs                  |             |                   |                                                       |                          |                      |
| Laurens Serpe (en)       | Italie      | Défenseur         | Fin de Prêt                                           | Genoa CFC                | Serie A              |
| Andrea Rizzo Pinna       | Italie      | Milieu de terrain | Fin de Prêt                                           | Atalanta Bergame         | Serie A              |
| Cédric Soares            | Portugal    | Défenseur         | Fin de Prêt                                           | Southampton FC           | Premier League       |
| Šime Vrsaljko            | Croatie     | Défenseur         | Fin de Prêt                                           | Atlético de Madrid       | LaLiga Santander     |
| Keita Baldé              | Sénégal     | Attaquant         | Fin de Prêt                                           | AS Monaco                | Ligue 1              |
| Matteo Politano          | Italie      | Attaquant         | Fin de Prêt                                           | US Sassuolo              | Serie A              |
| Eddie Salcedo            | Italie      | Attaquant         | Fin de Prêt                                           | Genoa CFC                | Serie A              |
| Andrea Adorante (en)     | Italie      | Attaquant         | Transfert Inconnu (échange avec Gabriel Brazão)       | Parme Calcio             | Serie A              |
| Zinho Vanheusden         | Belgique    | Défenseur         | Transfert (12,5M€)                                    | Standard de Liège        | Jupiler Pro League   |
| Marco Sala               | Italie      | Défenseur         | Transfert (5M€)                                       | US Sassuolo              | Serie A              |
| Andrei Radu              | Roumanie    | Gardien de but    | Transfert (8M€)                                       | Genoa CFC                | Serie A              |
| Cristian Ansaldi         | Argentine   | Défenseur         | Transfert (2M€)                                       | Torino FC                | Serie A              |
| Rey Manaj                | Albanie     | Attaquant         | Transfert Inconnu                                     | Albacete Balompié        | LaLiga 2             |
| Nicholas Rizzo (en)      | Italie      | Défenseur         | Transfert Inconnu                                     | Genoa CFC                | Serie A              |
| Marco Pissardo (en)      | Italie      | Gardien de but    | Transfert Inconnu                                     | SS Arezzo                | Serie C              |
| Manuel Lombardoni (en)   | Italie      | Défenseur         | Transfert Inconnu                                     | Aurora Pro Patria        | Serie C              |
| Tommaso Brignoli (en)    | Italie      | Milieu de terrain | Transfert Inconnu                                     | Aurora Pro Patria        | Serie C              |
| Andrea Cagnano (en)      | Italie      | Défenseur         | Transfert Inconnu                                     | Novare Calcio            | Serie C              |
| Alessandro Mattioli (en) | Italie      | Défenseur         | Transfert Inconnu                                     | Modène FC                | Serie C              |
| Miranda                  | Brésil      | Défenseur         | Transfert (Gratuit)                                   | Jiangsu Suning FC        | Chinese Super League |
| George Pușcaș            | Roumanie    | Attaquant         | Transfert (8M€)                                       | Reading FC               | Championship         |
| Davide Merola (en)       | Italie      | Attaquant         | Transfert Inconnu                                     | Empoli FC                | Serie B              |
| Ryan Nolan (en)          | Irlande     | Défenseur         | Transfert Inconnu                                     | SS Arezzo                | Serie C              |
| Andrea Pinamonti         | Italie      | Attaquant         | Prêt (+option d'achat de 18M€)                        | Genoa CFC                | Serie A              |
| Michele Di Gregorio      | Italie      | Gardien de but    | Prêt (+option d'achat)                                | Pordenone Calcio         | Serie B              |
| Xian Emmers              | Belgique    | Défenseur         | Prêt                                                  | Waasland-Beveren         | Jupiler Pro League   |
| Andrei Radu              | Roumanie    | Gardien de but    | Prêt                                                  | Genoa CFC                | Serie A              |
| Gabriel Brazão           | Brésil      | Gardien de but    | Prêt                                                  | Albacete Balompié        | LaLiga 2             |
| Andrew Gravillon         | France      | Défenseur         | Prêt (+option d'achat de 9M€)                         | US Sassuolo              | Serie A              |
| Yann Karamoh             | France      | Attaquant         | Prêt (+option d'achat obligatoire de 13M€)            | Parme Calcio             | Serie A              |
| Lorenzo Gavioli (en)     | Italie      | Milieu de terrain | Prêt (+option d'achat)                                | Venise FC                | Serie C              |
| Davide Grassini (en)     | Italie      | Défenseur         | Prêt                                                  | Ravenne FC               | Serie C              |
| Felice D'Amico (en)      | Italie      | Attaquant         | Prêt (+option d'achat obligatoire)                    | Sampdoria Gênes          | Serie A              |
| Marco Pompetti           | Italie      | Milieu de terrain | Prêt (+option d'achat)                                | Sampdoria Gênes          | Serie A              |
| Nicola Tintori (en)      | Italie      | Gardien de but    | Prêt                                                  | AC Gozzano               | Serie C              |
| Radja Nainggolan         | Belgique    | Milieu de terrain | Prêt                                                  | Cagliari Calcio          | Serie A              |
| Ivan Perišić             | Croatie     | Milieu de terrain | Prêt (5M€) (+option d'achat de 20M€)                  | Bayern Munich            | Bundesliga           |
| Facundo Colidio          | Argentine   | Attaquant         | Prêt                                                  | K Saint-Trond VV         | Jupiler Pro League   |
| Samuele Longo            | Italie      | Attaquant         | Prêt (+potentiel option d'achat obligatoire de 1,5M€) | Deportivo La Corogne     | LaLiga Santander     |
| Niccolò Corrado          | Italie      | Défenseur         | Prêt                                                  | SS Arezzo                | Serie C              |
| Maj Rorič (en)           | Croatie     | Milieu de terrain | Prêt                                                  | ŠKF Sereď                | Fortuna Liga         |
| João Mário               | Portugal    | Milieu de terrain | Prêt (+option d'achat de 18M€)                        | Lokomotiv Moscou         | Premier Ligue Russe  |
| Dalbert                  | Brésil      | Défenseur         | Prêt                                                  | ACF Fiorentina           | Serie A              |
| Eddie Salcedo            | Italie      | Attaquant         | Prêt                                                  | Hellas Vérone FC         | Serie A              |
| Rigoberto Rivas          | Honduras    | Milieu de terrain | Prêt                                                  | US Reggina               | Serie C              |
| Vincenzo Tommasone (en)  | Italie      | Attaquant         | Prêt                                                  | Carpi FC                 | Serie C              |
| Mauro Icardi             | Argentine   | Attaquant         | Prêt (+option d'achat de 70M€)                        | Paris Saint-Germain      | Ligue 1              |

### Transferts hivernaux
| Nom                  | Nationalité | Poste             | Transfert                                | Provenance/Destination | Division                 |
| -------------------- | ----------- | ----------------- | ---------------------------------------- | ---------------------- | ------------------------ |
| Arrivées             |             |                   |                                          |                        |                          |
| Lorenzo Gavioli (en) | Italie      | Milieu de terrain | Retour de Prêt                           | Venise FC              | Serie C                  |
| Gabriel Barbosa      | Brésil      | Attaquant         | Retour de Prêt                           | CR Flamengo            | Serie A                  |
| Andrei Radu          | Roumanie    | Gardien de but    | Retour de Prêt                           | Genoa CFC              | Serie A                  |
| Marco Pompetti       | Italie      | Milieu de terrain | Retour de Prêt                           | Sampdoria Gênes        | Serie A                  |
| Ashley Young         | Angleterre  | Milieu de terrain | Transfert (1,5M€)                        | Manchester United      | Premier League           |
| Christian Eriksen    | Danemark    | Milieu de terrain | Transfert (20M€)                         | Tottenham Hotspur      | Premier League           |
| Martin Satriano      | Uruguay     | Attaquant         | Transfert Inconnu                        | Club Nacional          | Primera División Uruguay |
| Victor Moses         | Nigeria     | Milieu de terrain | Prêt (+option d'achat de 12M€)           | Chelsea FC             | Premier League           |
| Départs              |             |                   |                                          |                        |                          |
| Vladan Dekić         | Serbie      | Gardien de but    | Transfert Inconnu                        | AC Pise                | Serie B                  |
| Gabriel Barbosa      | Brésil      | Attaquant         | Transfert (17M€)                         | CR Flamengo            | Serie A                  |
| Lorenzo Gavioli (en) | Italie      | Milieu de terrain | Prêt                                     | Ravenne FC             | Serie C                  |
| Valentino Lazaro     | Autriche    | Milieu de terrain | Prêt (1,5M€) (+option d'achat de 23,5M€) | Newcastle United       | Premier League           |
| Matteo Politano      | Italie      | Attaquant         | Prêt (2,5M€) (+option d'achat de 19M€)   | SSC Naples             | Serie A                  |
| Andrei Radu          | Roumanie    | Gardien de but    | Prêt                                     | Parme FC               | Serie A                  |
| Federico Dimarco     | Italie      | Défenseur         | Prêt                                     | Hellas Vérone FC       | Serie A                  |
| Marco Pompetti       | Italie      | Milieu de terrain | Prêt (+option d'achat)                   | AC Pise                | Serie B                  |

## Maillots des Joueurs
Le maillot domicile, extérieur et third pour la saison 2019-2020 :
| Domicile · (2019-2020) |

| Extérieur · (2019-2020) |

| Third · (2019-2020) |

### Maillots des Gardiens
| Domicile · (2019-2020) |

| Exterieur · (2019-2020) |

| Third · (2019-2020) |

| Autres · (2019-2020) |

| Autres (alt.) · (2019-2020) |

## Préparation d'Avant-Saison
La préparation d'avant-saison de l'Inter a commencé le 14 juillet 2019 avec le Casino Lugano Cup contre FC Lugano. Ensuite, l'Inter a participé à l'International Champions Cup contre Manchester United, Juventus FC, Paris Saint-Germain (International Super Cup) et Tottenham Hotspur du 20 juillet 2019 au 4 août 2019.
Enfin, l'Inter continuera avec des matchs amicaux contre SSD Pro Sesto, Virtus Bergamo, AC Gozzano, Internazionale Primavera, Côme 1907, Seregno FC et le Bwin Trofeo Naranja contre Valence CF.

## Compétitions
| Serie A            | Coppa Italia                          | Ligue des Champions | Ligue Europa                        |
| ------------------ | ------------------------------------- | ------------------- | ----------------------------------- |
| 3e place 54 points | Demi-Finale contre SSC Naples (0 - 1) | Phase des Groupes   | Huitième de Finale contre Getafe CF |
| 16V 6N 2D          | 2V 0N 1D                              | 2V 1N 3D            | 2V 0N 0D                            |
| TOTAL : 22V 7N 6D  |                                       |                     |                                     |

### Serie A
| Date                        | Heure | Journée     | Adversaire      | Lieu                           | Score | Buteurs de l'Inter                                                                       | Buteurs de l'Adversaire                                               | Cartons de l'Inter                                                             | Cartons de l'Adversaire                                            | Places    | Public |
| --------------------------- | ----- | ----------- | --------------- | ------------------------------ | ----- | ---------------------------------------------------------------------------------------- | --------------------------------------------------------------------- | ------------------------------------------------------------------------------ | ------------------------------------------------------------------ | --------- | ------ |
| Lundi 26 août 2019          | 20h45 | 1re journée | US Lecce        | San Siro                       | 4 - 0 | ( Asamoah) Brozović 21e · ( Vecino) Sensi 24e · Lukaku 60e · ( Barella) Candreva 84e     |                                                                       | Martínez 40e                                                                   | 38e Petriccione · 52e Lapadula · 76e Farias                        | 1re (+4)  | 64 188 |
| Dimanche 1er septembre 2019 | 20h45 | 2e journée  | Cagliari Calcio | Sardegna Arena                 | 1 - 2 | 25e Martínez · 72e (pen.) Lukaku                                                         | ( Nández) João Pedro 50e                                              | 21e Brozović · 45e Asamoah · 86e Ranocchia                                     | Nainggolan 60e · Ceppitelli 68e · Pisacane 71e · Ioniță 76e        | 1re (+5)  | 16 412 |
| Samedi 14 septembre 2019    | 20h45 | 3e journée  | Udinese Calcio  | San Siro                       | 1 - 0 | ( Godín) 44e Sensi                                                                       |                                                                       | 29e Barella · 78e Candreva                                                     | De Paul 35e · Becão 36e                                            | 1re (+6)  | 57 991 |
| Samedi 21 septembre 2019    | 20h45 | 4e journée  | AC Milan        | San Siro                       | 0 - 2 | Brozović 49e ( Sensi) · Lukaku 78e ( Barella)                                            |                                                                       | D'Ambrosio 82e                                                                 | 48e Conti · 88e Rebić                                              | 1re (+8)  | 70 440 |
| Mercredi 25 septembre 2019  | 21h00 | 5e journée  | Lazio Rome      | San Siro                       | 1 - 0 | ( Biraghi) 23e D'Ambrosio                                                                |                                                                       | 45+2e D'Ambrosio · 90e Martínez                                                | Luis Alberto 31e · Bastos 73e · Parolo 81e                         | 1re (+9)  | 56 175 |
| Dimanche 29 septembre 2019  | 18h00 | 6e journée  | UC Sampdoria    | Stadio Luigi Ferraris          | 1 - 3 | Sensi 20e ( Martínez) · Sánchez 22e ( Sensi) · Gagliardini 61e                           | ( Linetty) 55e Jankto                                                 | Bastoni 10e · Sánchez 43e, 46e · Škriniar 81e                                  | 16e Rigoni · 33e Linetty                                           | 1re (+11) | 23 694 |
| Dimanche 6 octobre 2019     | 20h45 | 7e journée  | Juventus        | San Siro                       | 1 - 2 | 18e (pen.) Martínez                                                                      | Dybala 4e ( Pjanić) · Higuaín 80e ( Bentancur)                        | 88e Vecino · 90e Barella                                                       | Alex Sandro 13e · Can 84e · Pjanić 85e                             | 2e (+10)  | 75 923 |
| Dimanche 20 octobre 2019    | 12h30 | 8e journée  | US Sassuolo     | Mapei Stadium                  | 3 - 4 | Martínez 2e 71e (pen.) ( Brozović) · Lukaku 38e 45e (pen.) ( de Vrij)                    | ( H. Traorè) 16e Berardi · ( Caputo) 74e Đuričić · ( Duncan) 82e Boga | De Vrij 42e · Lazaro 76e · Bastoni 90+2e                                       | 24e Obiang · 34e Duncan · 40e Magnanelli · 75e Müldür              | 2e (+11)  | 17 935 |
| Samedi 26 octobre 2019      | 18h00 | 9e journée  | Parme Calcio    | San Siro                       | 2 - 2 | 23e Candreva · ( Candreva) 51e Lukaku                                                    | Karamoh 26e · Gervinho 30e ( Karamoh)                                 | 13e Barella · 44e Candreva · 81e Esposito                                      | Sepe 88e · Darmian 90e                                             | 2e (+11)  | 67 076 |
| Mardi 29 octobre 2019       | 21h00 | 10e journée | Brescia Calcio  | Stade Mario-Rigamonti          | 1 - 2 | Martínez 23e ( de Vrij) · Lukaku 63e ( Gagliardini)                                      | 76e (csc) Škriniar                                                    | Candreva 26e · Gagliardini 44e · Škriniar 62e                                  | 44e Cistana · 45+1e Matějů 45+1e                                   | 2e (+12)  | 16 500 |
| Samedi 2 novembre 2019      | 18h00 | 11e journée | Bologne FC      | Stade Renato-Dall'Ara          | 1 - 2 | Lukaku 75e 90+2e (pen.)                                                                  | ( Svanberg) 59e Soriano                                               | Brozović 35e · Gagliardini 73e · Škriniar 77e · Vecino 86e                     | 42e Danilo · 74e Sansone · 81e Bani · 90+4e Medel                  | 2e (+13)  | 28 498 |
| Samedi 9 novembre 2019      | 18h00 | 12e journée | Hellas Vérone   | San Siro                       | 2 - 1 | ( Lazaro) 65e Vecino · ( de Vrij) 83e Barella                                            | Verre 19e (pen.)                                                      | 32e Brozović · 42e Martínez · 83e Barella                                      | Zaccagni 35e                                                       | 2e (+14)  | 66 202 |
| Samedi 23 novembre 2019     | 20h45 | 13e journée | Torino FC       | Stade Olympique de Turin       | 0 - 3 | Martínez 12e ( Vecino) · De Vrij 32e ( Biraghi) · Lukaku 55e ( Brozović)                 |                                                                       | Martínez 35e · D'Ambrosio 58e · Škriniar 64e                                   | 59e Izzo · 73e Aina                                                | 2e (+17)  | 26 059 |
| Dimanche 1er décembre 2019  | 15h00 | 14e journée | SPAL            | San Siro                       | 2 - 1 | ( Brozović) ( Candreva) 16e 41e Martínez                                                 | Valoti 50e ( Cionek)                                                  | 59e D'Ambrosio                                                                 | Valdifiori 57e · Igor 77e · Cionek 80e · Murgia 90+4e              | 1re (+18) | 61 221 |
| Vendredi 6 décembre 2019    | 20h45 | 15e journée | AS Rome         | San Siro                       | 0 - 0 |                                                                                          |                                                                       | 61e Godín · 62e Lazaro · 80e Brozović                                          | Mancini 77e                                                        | 1re (+18) | 67 008 |
| Dimanche 15 décembre 2019   | 20h45 | 16e journée | ACF Fiorentina  | Stade Artemio-Franchi          | 1 - 1 | Valero 8e ( Brozović)                                                                    | 90+2e Vlahović                                                        | Brozović 27e · Bastoni 32e · Valero 73e · Martínez 76e                         | 52e Badelj · 69e Dalbert · 80e Pulgar                              | 2e (+18)  | 37 537 |
| Samedi 21 décembre 2019     | 18h00 | 17e journée | Genoa CFC       | San Siro                       | 4 - 0 | ( Candreva) ( Candreva) 31e 71e Lukaku · ( Lukaku) 33e Gagliardini · 64e (pen.) Esposito |                                                                       | 36e Bastoni                                                                    | Cassata 34e · Romero 43e · Agudelo 63e · Favilli 88e               | 2e (+22)  | 57 490 |
| Lundi 6 janvier 2020        | 20h45 | 18e journée | SSC Naples      | Stade San Paolo                | 1 - 3 | Lukaku 14e 33e ( Brozović) · Martínez 62e                                                | ( Callejón) 39e Milik                                                 | Candreva 29e · Barella 61e · Esposito 72e · Sensi 82e · Škriniar 84e           |                                                                    | 2e (+24)  | 31 191 |
| Samedi 11 janvier 2020      | 20h45 | 19e journée | Atalanta        | San Siro                       | 1 - 1 | ( Lukaku) 4e Martínez                                                                    | Gosens 75e                                                            | 65e Sensi · 83e Godín                                                          | Hateboer 8e · De Roon 24e · Palomino 42e · Malinovskyi 89e         | 2e (+24)  | 70 042 |
| Dimanche 19 janvier 2020    | 15h00 | 20e journée | US Lecce        | Stade Via del Mare             | 1 - 1 | Bastoni 72e ( Biraghi)                                                                   | ( Majer) 77e Mancosu                                                  | Candreva 32e · Valero 88e                                                      | 21e Donati · 90+3e Meccariello                                     | 2e (+24)  | 25 966 |
| Dimanche 26 janvier 2020    | 12h30 | 21e journée | Cagliari Calcio | San Siro                       | 1 - 1 | ( Young) 29e Martínez                                                                    | Nainggolan 78e ( João Pedro)                                          | 45+3e Lukaku · 61e Barella · 83e De Vrij · 90+4e, 90+4e Martínez · 90+5e Berni |                                                                    | 2e (+24)  | 70 465 |
| Dimanche 2 février 2020     | 20h45 | 22e journée | Udinese Calcio  | Stade Friuli                   | 0 - 2 | Lukaku 64e 71e (pen.) ( Barella)                                                         |                                                                       | Barella 11e · Bastoni 49e                                                      | 17e Stryger Larsen · 87e Lasagna                                   | 2e (+26)  | 23 215 |
| Dimanche 9 février 2020     | 20h45 | 23e journée | AC Milan        | San Siro                       | 4 - 2 | 51e Brozović · ( Sanchez) 54e Vecino · ( Candreva) 70e De Vrij · ( Moses) 90+3e Lukaku   | Rebić 40e ( Ibrahimović) · Ibrahimović 45+1e ( Kessié)                | 48e Vecino · 55e Škriniar · 55e Barella · 90+4e Lukaku                         | Kessié 62e · Conti 79e                                             | 2e (+28)  | 75 817 |
| Dimanche 16 février 2020    | 20h45 | 24e journée | Lazio Rome      | Stade Olympique de Rome        | 2 - 1 | Young 44e                                                                                | 50e (pen.) Immobile · 69e Milinković-Savić                            | De Vrij 48e · Godín 79e                                                        | 51e Lucas · 58e Luiz Felipe · 90e Lazzari · 90+4e Milinković-Savić | 3e (+27)  | 60 000 |
|                             |       | 25e journée | UC Sampdoria    | San Siro                       |       |                                                                                          |                                                                       |                                                                                |                                                                    |           |        |
| Dimanche 8 mars 2020        | 20h45 | 26e journée | Juventus        | Juventus Stadium               | 2 - 0 |                                                                                          | ( Ronaldo) 55e Ramsey · ( Ramsey) 67e Dybala                          | Škriniar 64e · Vecino 71e · Brozović 79e · Padelli 80e                         | 87e Ronaldo                                                        | 3e (+25)  | 0      |
|                             |       | 27e journée | US Sassuolo     | San Siro                       |       |                                                                                          |                                                                       |                                                                                |                                                                    |           |        |
|                             |       | 28e journée | Parme Calcio    | Stade Ennio-Tardini            |       |                                                                                          |                                                                       |                                                                                |                                                                    |           |        |
|                             |       | 29e journée | Brescia Calcio  | San Siro                       |       |                                                                                          |                                                                       |                                                                                |                                                                    |           |        |
|                             |       | 30e journée | Bologne FC      | San Siro                       |       |                                                                                          |                                                                       |                                                                                |                                                                    |           |        |
|                             |       | 31e journée | Hellas Vérone   | Stade Marcantonio-Bentegodi    |       |                                                                                          |                                                                       |                                                                                |                                                                    |           |        |
|                             |       | 32e journée | Torino FC       | San Siro                       |       |                                                                                          |                                                                       |                                                                                |                                                                    |           |        |
|                             |       | 33e journée | SPAL            | Stade Paolo-Mazza              |       |                                                                                          |                                                                       |                                                                                |                                                                    |           |        |
|                             |       | 34e journée | AS Rome         | Stade Olympique de Rome        |       |                                                                                          |                                                                       |                                                                                |                                                                    |           |        |
|                             |       | 35e journée | ACF Fiorentina  | San Siro                       |       |                                                                                          |                                                                       |                                                                                |                                                                    |           |        |
|                             |       | 36e journée | Genoa CFC       | Stadio Luigi Ferraris          |       |                                                                                          |                                                                       |                                                                                |                                                                    |           |        |
|                             |       | 37e journée | SSC Naples      | San Siro                       |       |                                                                                          |                                                                       |                                                                                |                                                                    |           |        |
|                             |       | 38e journée | Atalanta        | Stadio Atleti Azzurri d'Italia |       |                                                                                          |                                                                       |                                                                                |                                                                    |           |        |

### Classement
| Rang | Équipe       | Pts | J  | G  | N | P | Bp | Bc | Diff | Qualification ou relégation                                      |
| ---- | ------------ | --- | -- | -- | - | - | -- | -- | ---- | ---------------------------------------------------------------- |
| 1    | Juventus T   | 63  | 26 | 20 | 3 | 3 | 50 | 24 | +26  | Qualification pour la phase de groupes de la Ligue des champions |
| 2    | Lazio Rome S | 62  | 26 | 19 | 5 | 2 | 60 | 23 | +37  | Qualification pour la phase de groupes de la Ligue des champions |
| 3    | Inter Milan  | 54  | 25 | 16 | 6 | 3 | 49 | 24 | +25  | Qualification pour la phase de groupes de la Ligue des champions |
| 4    | Atalanta     | 48  | 25 | 14 | 6 | 5 | 70 | 34 | +36  | Qualification pour la phase de groupes de la Ligue des champions |
| 5    | AS Rome      | 45  | 26 | 13 | 6 | 7 | 51 | 35 | +16  | Qualification pour la phase de groupes de la Ligue Europa        |

#### Évolution du classement et des résultats
| Journée  | 1   | 2   | 3   | 4   | 5   | 6   | 7  | 8  | 9  | 10 | 11 | 12 | 13 | 14  | 15  | 16 | 17 | 18 | 19 | 20 | 21 | 22 | 23 | 24 | 25 | 26 | 27 | 28 | 29 | 31 | 30 | 32 | 33 | 34 | Journées en tête |
| -------- | --- | --- | --- | --- | --- | --- | -- | -- | -- | -- | -- | -- | -- | --- | --- | -- | -- | -- | -- | -- | -- | -- | -- | -- | -- | -- | -- | -- | -- | -- | -- | -- | -- | -- | ---------------- |
| Résultat | V   | V   | V   | V   | V   | V   | D  | V  | N  | V  | V  | V  | V  | V   | N   | N  | V  | V  | N  | N  | N  | V  | V  | D  | R  | D  | R  |    |    |    |    |    |    |    | —                |
| Rang     | 1re | 1re | 1re | 1re | 1re | 1re | 2e | 2e | 2e | 2e | 2e | 2e | 2e | 1re | 1re | 2e | 2e | 2e | 2e | 2e | 2e | 2e | 2e | 3e | 3e | 3e | 3e | e  | e  | e  | e  | e  | e  | e  | e                |

### Coppa Italia
La Coupe d'Italie de football 2019-2020 est la 73e édition de la Coupe d'Italie. Les 36 équipes de Série D, 22 équipes de Série B et 12 équipes de Série A participent à cette compétition soit 78 équipes. L'Equipe vainqueur de la coupe est qualifié pour la phase de groupe de Ligue Europa.

### Ligue des Champions
| Rang | Équipe            | Pts | J | G | N | P | Bp | Bc | Diff |  | Résultats (▼ dom., ► ext.) |     |     |     |     |
| ---- | ----------------- | --- | - | - | - | - | -- | -- | ---- |  | -------------------------- | --- | --- | --- | --- |
| 1    | FC Barcelone      | 14  | 6 | 4 | 2 | 0 | 9  | 4  | +5   |  | FC Barcelone               |     | 3-1 | 2-1 | 0-0 |
| 2    | Borussia Dortmund | 10  | 6 | 3 | 1 | 2 | 8  | 8  | 0    |  | Borussia Dortmund          | 0-0 |     | 3-2 | 2-1 |
| 3    | Inter Milan       | 7   | 6 | 2 | 1 | 3 | 10 | 9  | +1   |  | Inter Milan                | 1-2 | 2-0 |     | 1-1 |
| 4    | Slavia Prague     | 2   | 6 | 0 | 2 | 4 | 4  | 10 | -6   |  | Slavia Prague              | 1-2 | 0-2 | 1-3 |     |

## Statistiques
| Compétition         | Premier Match     | Dernier Match    | Début             | Termine           | Matches joués | Gagnés | Nuls | Perdus | Buts pour | Buts contre | Différence |
| ------------------- | ----------------- | ---------------- | ----------------- | ----------------- | ------------- | ------ | ---- | ------ | --------- | ----------- | ---------- |
| Serie A             | 26 août 2019      | -                | 1er journée       | 38e journée       | 25            | 16     | 6    | 3      | 49        | 24          | +25        |
| Coppa Italia        | 14 janvier 2020   | -                | 16e de finale     | -                 | 3             | 2      | 0    | 1      | 6         | 3           | +3         |
| Ligue des Champions | 17 septembre 2019 | 10 décembre 2019 | Phase des groupes | Phase des groupes | 6             | 2      | 1    | 3      | 10        | 9           | +1         |
| Ligue Europa        | 20 février 2020   | -                | 16e de Finale     | -                 | 2             | 2      | 0    | 0      | 4         | 1           | +3         |
| Total               | -                 | -                | -                 | -                 | 36            | 22     | 7    | 7      | 69        | 37          | +32        |

### Statistiques individuelles

#### Discipline
Inclut uniquement les matches officiels. La liste est classée par numéro de maillot lorsque le total des cartons est égal.
| R      | No.    | Pos    | Nat              | Joueurs             | Serie A | Serie A                                    | Serie A      | Coupe d'Italie | Coupe d'Italie                             | Coupe d'Italie | Ligue des Champions | Ligue des Champions                        | Ligue des Champions | Ligue Europa | Ligue Europa                               | Ligue Europa | Total  | Total                                      | Total        |
| R      | No.    | Pos    | Nat              | Joueurs             | Averti  | Carton jaune · Carton jaune · Carton rouge | Carton rouge | Averti         | Carton jaune · Carton jaune · Carton rouge | Carton rouge   | Averti              | Carton jaune · Carton jaune · Carton rouge | Carton rouge        | Averti       | Carton jaune · Carton jaune · Carton rouge | Carton rouge | Averti | Carton jaune · Carton jaune · Carton rouge | Carton rouge |
| 1      | 23     | MC     |                  | Nicolò Barella      | 8       | 0                                          | 0            | 0              | 0                                          | 0              | 2                   | 0                                          | 0                   | 0            | 0                                          | 0            | 10     | 0                                          | 0            |
| 2      | 10     | BU     |                  | Lautaro Martínez    | 6       | 0                                          | 1            | 0              | 0                                          | 0              | 2                   | 0                                          | 0                   | 1            | 0                                          | 0            | 9      | 0                                          | 1            |
| 2      | 37     | DC     |                  | Milan Škriniar      | 7       | 0                                          | 0            | 1              | 0                                          | 0              | 1                   | 0                                          | 0                   | 0            | 0                                          | 0            | 9      | 0                                          | 0            |
| 4      | 77     | MC     |                  | Marcelo Brozović    | 6       | 0                                          | 0            | 0              | 0                                          | 0              | 1                   | 0                                          | 0                   | 0            | 0                                          | 0            | 7      | 0                                          | 0            |
| 4      | 87     | MC     |                  | Antonio Candreva    | 5       | 0                                          | 0            | 0              | 0                                          | 0              | 2                   | 0                                          | 0                   | 0            | 0                                          | 0            | 7      | 0                                          | 0            |
| 6      | 2      | DC     |                  | Diego Godín         | 3       | 0                                          | 0            | 1              | 0                                          | 0              | 2                   | 0                                          | 0                   | 0            | 0                                          | 0            | 6      | 0                                          | 0            |
| 7      | 8      | MDC    |                  | Matías Vecino       | 4       | 0                                          | 0            | 0              | 0                                          | 0              | 1                   | 0                                          | 0                   | 0            | 0                                          | 0            | 5      | 0                                          | 0            |
| 7      | 33     | DD     |                  | Danilo D'Ambrosio   | 4       | 0                                          | 0            | 0              | 0                                          | 0              | 0                   | 0                                          | 0                   | 1            | 0                                          | 0            | 5      | 0                                          | 0            |
| 7      | 95     | DC     |                  | Alessandro Bastoni  | 5       | 0                                          | 0            | 0              | 0                                          | 0              | 0                   | 0                                          | 0                   | 0            | 0                                          | 0            | 5      | 0                                          | 0            |
| 10     | 6      | DC     |                  | Stefan de Vrij      | 3       | 0                                          | 0            | 0              | 0                                          | 0              | 1                   | 0                                          | 0                   | 0            | 0                                          | 0            | 4      | 0                                          | 0            |
| 11     | 12     | MC     |                  | Stefano Sensi       | 2       | 0                                          | 0            | 1              | 0                                          | 0              | 0                   | 0                                          | 0                   | 0            | 0                                          | 0            | 3      | 0                                          | 0            |
| 11     | 20     | MDC    |                  | Borja Valero        | 2       | 0                                          | 0            | 0              | 0                                          | 0              | 1                   | 0                                          | 0                   | 0            | 0                                          | 0            | 3      | 0                                          | 0            |
| 13     | 5      | MC     |                  | Roberto Gagliardini | 2       | 0                                          | 0            | 0              | 0                                          | 0              | 0                   | 0                                          | 0                   | 0            | 0                                          | 0            | 2      | 0                                          | 0            |
| 13     | 9      | BU     |                  | Romelu Lukaku       | 2       | 0                                          | 0            | 0              | 0                                          | 0              | 0                   | 0                                          | 0                   | 0            | 0                                          | 0            | 2      | 0                                          | 0            |
| 13     | 18     | DG     | Drapeau du Ghana | Kwadwo Asamoah      | 1       | 0                                          | 0            | 0              | 0                                          | 0              | 1                   | 0                                          | 0                   | 0            | 0                                          | 0            | 2      | 0                                          | 0            |
| 13     | 19     | DD     |                  | Valentino Lazaro    | 2       | 0                                          | 0            | 0              | 0                                          | 0              | 0                   | 0                                          | 0                   | 0            | 0                                          | 0            | 2      | 0                                          | 0            |
| 13     | 30     | BU     |                  | Sebastiano Esposito | 2       | 0                                          | 0            | 0              | 0                                          | 0              | 0                   | 0                                          | 0                   | 0            | 0                                          | 0            | 2      | 0                                          | 0            |
| 18     | 7      | BU     |                  | Alexis Sánchez      | 0       | 1                                          | 0            | 0              | 0                                          | 0              | 1                   | 0                                          | 0                   | 0            | 0                                          | 0            | 1      | 1                                          | 0            |
| 18     | 13     | DC     |                  | Andrea Ranocchia    | 1       | 0                                          | 0            | 0              | 0                                          | 0              | 0                   | 0                                          | 0                   | 0            | 0                                          | 0            | 1      | 0                                          | 0            |
| 18     | 16     | BU     |                  | Matteo Politano     | 0       | 0                                          | 0            | 0              | 0                                          | 0              | 1                   | 0                                          | 0                   | 0            | 0                                          | 0            | 1      | 0                                          | 0            |
| 18     | 27     | GB     |                  | Daniele Padelli     | 0       | 0                                          | 1            | 0              | 0                                          | 0              | 0                   | 0                                          | 0                   | 0            | 0                                          | 0            | 0      | 0                                          | 1            |
| 18     | 34     | DG     |                  | Cristiano Biraghi   | 0       | 0                                          | 0            | 0              | 0                                          | 0              | 1                   | 0                                          | 0                   | 0            | 0                                          | 0            | 1      | 0                                          | 0            |
| 18     | 46     | GB     |                  | Tommaso Berni       | 0       | 0                                          | 1            | 0              | 0                                          | 0              | 0                   | 0                                          | 0                   | 0            | 0                                          | 0            | 0      | 0                                          | 1            |
| Totals | Totals | Totals | Totals           | Totals              | 65      | 1                                          | 3            | 3              | 0                                          | 0              | 17                  | 0                                          | 0                   | 2            | 0                                          | 0            | 87     | 1                                          | 3            |

Mise à jour : 8 mars 2020

#### Buteurs
Inclut uniquement les matches officiels. La liste est classée par numéro de maillot lorsque le total de but est égal.
| R.          | No.         | Pos         | Nat         | Joueurs             | Serie A | Coppa Italia | Ligue des Champions | Ligue Europa | Total |
| ----------- | ----------- | ----------- | ----------- | ------------------- | ------- | ------------ | ------------------- | ------------ | ----- |
| 1           | 9           | BU          |             | Romelu Lukaku       | 17      | 2            | 2                   | 2            | 23    |
| 2           | 10          | BU          |             | Lautaro Martínez    | 11      | 0            | 5                   | 0            | 16    |
| 3           | 87          | MC          |             | Antonio Candreva    | 2       | 1            | 1                   | 0            | 4     |
| 4           | 8           | MDC         |             | Matías Vecino       | 2       | 0            | 1                   | 0            | 3     |
| 4           | 12          | MC          |             | Stefano Sensi       | 3       | 0            | 0                   | 0            | 3     |
| 4           | 23          | MC          |             | Nicolò Barella      | 1       | 1            | 1                   | 0            | 3     |
| 4           | 77          | MDC         |             | Marcelo Brozović    | 3       | 0            | 0                   | 0            | 3     |
| 8           | 5           | MC          |             | Roberto Gagliardini | 2       | 0            | 0                   | 0            | 2     |
| 8           | 6           | DC          |             | Stefan de Vrij      | 2       | 0            | 0                   | 0            | 2     |
| 8           | 20          | MDC         |             | Borja Valero        | 1       | 1            | 0                   | 0            | 2     |
| 11          | 7           | BU          |             | Alexis Sánchez      | 1       | 0            | 0                   | 0            | 1     |
| 11          | 13          | DC          |             | Andrea Ranocchia    | 0       | 1            | 0                   | 0            | 1     |
| 11          | 15          | DG          |             | Ashley Young        | 1       | 0            | 0                   | 0            | 1     |
| 11          | 24          | MC          |             | Christian Eriksen   | 0       | 0            | 0                   | 1            | 1     |
| 11          | 30          | BU          |             | Sebastiano Esposito | 1       | 0            | 0                   | 0            | 1     |
| 11          | 33          | DD          |             | Danilo D'Ambrosio   | 1       | 0            | 0                   | 0            | 1     |
| 11          | 34          | DG          |             | Cristiano Biraghi   | 0       | 0            | 0                   | 1            | 1     |
| 11          | 95          | DC          |             | Alessandro Bastoni  | 1       | 0            | 0                   | 0            | 1     |
| Autres buts | Autres buts | Autres buts | Autres buts | Autres buts         | 0       | 0            | 0                   | 0            | 0     |
| Totals      | Totals      | Totals      | Totals      | Totals              | 49      | 6            | 10                  | 4            | 69    |

Mise à jour: 27 février 2020

#### Passeurs
Inclut uniquement les matches officiels. La liste est classée par numéro de maillot lorsque le total de passe est égal.
| R.     | No.    | Pos    | Nat                   | Joueurs             | Serie A | Coppa Italia | Ligue des Champions | Ligue Europa | Total |
| ------ | ------ | ------ | --------------------- | ------------------- | ------- | ------------ | ------------------- | ------------ | ----- |
| 1      | 77     | MDC    | Drapeau de la Croatie | Marcelo Brozović    | 5       | 0            | 1                   | 0            | 6     |
| 2      | 9      | BU     |                       | Romelu Lukaku       | 2       | 0            | 2                   | 1            | 5     |
| 2      | 87     | MC     |                       | Antonio Candreva    | 4       | 0            | 1                   | 0            | 5     |
| 4      | 23     | MC     |                       | Nicolò Barella      | 3       | 1            | 0                   | 0            | 4     |
| 4      | 34     | DG     |                       | Cristiano Biraghi   | 3       | 1            | 0                   | 0            | 4     |
| 6      | 6      | DC     |                       | Stefan de Vrij      | 2       | 0            | 1                   | 0            | 3     |
| 6      | 7      | BU     | Drapeau du Chili      | Alexis Sánchez      | 1       | 0            | 2                   | 0            | 3     |
| 8      | 8      | MDC    |                       | Matías Vecino       | 2       | 0            | 0                   | 0            | 2     |
| 8      | 10     | BU     |                       | Lautaro Martínez    | 1       | 1            | 0                   | 0            | 2     |
| 8      | 12     | MC     | Drapeau de l'Italie   | Stefano Sensi       | 2       | 0            | 0                   | 0            | 2     |
| 8      | 19     | DD     |                       | Valentino Lazaro    | 1       | 0            | 1                   | 0            | 2     |
| 12     | 2      | DC     |                       | Diego Godín         | 1       | 0            | 0                   | 0            | 1     |
| 12     | 5      | MC     |                       | Roberto Gagliardini | 1       | 0            | 0                   | 0            | 1     |
| 12     | 11     | DD     |                       | Victor Moses        | 1       | 0            | 0                   | 0            | 1     |
| 12     | 15     | DG     |                       | Ashley Young        | 1       | 0            | 0                   | 0            | 1     |
| 12     | 18     | DG     |                       | Kwadwo Asamoah      | 1       | 0            | 0                   | 0            | 1     |
| 12     | 24     | MC     |                       | Christian Eriksen   | 0       | 0            | 0                   | 1            | 1     |
| Totals | Totals | Totals | Totals                | Totals              | 31      | 3            | 8                   | 2            | 44    |

Mise à jour: 27 février 2020

#### Clean Sheets
| R.     | No.    | Pos    | Nat    | Joueurs          | Serie A | Coppa Italia | Ligue des Champions | Ligue Europa | Total |
| ------ | ------ | ------ | ------ | ---------------- | ------- | ------------ | ------------------- | ------------ | ----- |
| 1      | 1      | GB     |        | Samir Handanović | 7       | 0            | 1                   | 0            | 8     |
| 2      | 27     | GB     |        | Daniele Padelli  | 1       | 0            | 0                   | 1            | 2     |
| Totals | Totals | Totals | Totals | Totals           | 8       | 0            | 1                   | 1            | 10    |

Mise à jour : 20 février 2020

#### Présences
|                     | Matchs | Présences | Moyenne | Haute  | Baisse |
| ------------------- | ------ | --------- | ------- | ------ | ------ |
| Serie A             | 12     | 789 598   | 65 799  | 75 923 | 56 175 |
| Coppa Italia        | 3      | 139 946   | 46 648  | 51 431 | 28 914 |
| Ligue des Champions | 3      | 187 619   | 62 539  | 71 818 | 50 128 |
| Ligue Europa        | 1      | 0         | 0       | 0      | 0      |
| Total               | 19     | 1 117 163 | 43 746  | 75 923 | 0      |

Mise à jour : 27 février 2020

## Équipe Réserve et Centre de Formation
L'équipe de l'Inter Primavera évolue en Championnat d'Italie Primavera, championnat de première division de la Primavera. Son stade est Stadio Breda.
Elle est entraînée actuellement par Armando Madonna. Exploit sans précédent, elle a remporté en 2017/18 le titre de champions de première division de la Primavera.

### Effectif
Au 22 janvier 2020
| No                | Nom                   | Nat             | Poste (s)       | Date de naissance (âge)    | Début           | Fin du contrat  | Remarques       |                 |                 |                 |
| Gardiens de but   | Gardiens de but       | Gardiens de but | Gardiens de but | Gardiens de but            | Gardiens de but | Gardiens de but | Gardiens de but | Gardiens de but | Gardiens de but | Gardiens de but |
| ----------------- | --------------------- | --------------- | --------------- | -------------------------- | --------------- | --------------- | --------------- | --------------- | --------------- | --------------- |
| 38                | Giacomo Pozzer        |                 | GB              | 19 février 2001 (19 ans)   | 2018            |                 |                 |                 |                 |                 |
|                   | Filip Stanković       |                 | GB              | 25 février 2002 (17 ans)   | 2019            |                 |                 |                 |                 |                 |
|                   | Simone Tononi         |                 | GB              | 27 mars 2002 (17 ans)      | 2019            | 2020            | Prêt            |                 |                 |                 |
| Défenseur         |                       |                 |                 |                            |                 |                 |                 |                 |                 |                 |
|                   | Lorenzo Colombini     |                 | DG/MG           | 17 janvier 2001 (19 ans)   | 2018            |                 |                 |                 |                 |                 |
|                   | Fabio Cortinovis      |                 | DC              | 20 avril 2002 (17 ans)     | 2019            |                 |                 |                 |                 |                 |
|                   | Lorenzo Moretti       |                 | DC/DD           | 26 février 2002 (17 ans)   | 2019            |                 |                 |                 |                 |                 |
|                   | Michael Ntube         |                 | DC              | 4 février 2001 (19 ans)    | 2018            |                 |                 |                 |                 |                 |
|                   | Étienne Youte Kinkoue |                 | DC              | 14 janvier 2002 (18 ans)   | 2019            | 2022            |                 |                 |                 |                 |
| Milieu de terrain |                       |                 |                 |                            |                 |                 |                 |                 |                 |                 |
| 36                | Thomas Schirò         |                 | MDC/MC/MOC      | 25 avril 2000 (19 ans)     | 2017            |                 | Capitaine       |                 |                 |                 |
|                   | Christopher Attys     |                 | MDC/MC/MOC      | 13 mars 2001 (18 ans)      | 2019            |                 |                 |                 |                 |                 |
|                   | Riccardo Boscolo Chio |                 | MC              | 6 juillet 2002 (17 ans)    | 2019            |                 |                 |                 |                 |                 |
|                   | Riccardo Burgio       |                 | MG/DG/MC        | 5 mai 2001 (18 ans)        | 2019            | 2020            | Prêt            |                 |                 |                 |
|                   | Jacopo Gianelli       |                 | MC/MD/MG        | 4 mars 2001 (18 ans)       | 2019            | 2021            |                 |                 |                 |                 |
|                   | Tibo Persyn           |                 | MD/MOC/AD       | 13 mars 2002 (17 ans)      | 2018            | 2021            |                 |                 |                 |                 |
|                   | Niccolò Squizzato     |                 | MC/MDC          | 7 janvier 2002 (18 ans)    | 2019            |                 |                 |                 |                 |                 |
|                   | Franco Vezzoni        |                 | MC/MD           | 12 novembre 2001 (18 ans)  | 2019            |                 |                 |                 |                 |                 |
|                   | Gaetano Oristanio     |                 | MOC             | 28 septembre 2002 (17 ans) | 2019            |                 |                 |                 |                 |                 |
| Attaquant         |                       |                 |                 |                            |                 |                 |                 |                 |                 |                 |
|                   | Nicholas Bonfanti     |                 | BU/AG           | 28 mars 2002 (17 ans)      | 2019            |                 |                 |                 |                 |                 |
|                   | Matias Fonseca        |                 | BU              | 12 mars 2001 (18 ans)      | 2019            |                 |                 |                 |                 |                 |
|                   | Samuele Mulattieri    |                 | BU/MOC/AD       | 7 octobre 2000 (19 ans)    | 2018            | 2023            |                 |                 |                 |                 |
|                   | Edoardo Vergani       |                 | BU              | 6 février 2001 (19 ans)    | 2018            | 2023            |                 |                 |                 |                 |